# Россов
Россов (нем. Rossow) — община в Германии, в земле Мекленбург-Передняя Померания.
Входит в состав района Иккер-Рандов. Подчиняется управлению Лёкниц-Пенкун. Население составляет 478 человек (2009); в 2003 г. — 536. Занимает площадь 23,09 км².
| Год  | Население |
| ---- | --------- |
| 1991 | 594       |
| 1995 | 556       |
| 2000 | 558       |
| 2005 | 531       |
| 2010 | 460       |